# Бойно
Бойно (болг. Бойно) — село в Болгарии. Находится в Кырджалийской области, входит в общину Кырджали. Население составляет 357 человек.

## Политическая ситуация
В местном кметстве Бойно, в состав которого входит Бойно, должность кмета (старосты) исполняет Айдън Меджит Керим (Движение за права и свободы (ДПС)) по результатам выборов.
Кмет (мэр) общины Кырджали — Хасан Азис (Движение за права и свободы (ДПС)) по результатам выборов.